# Vilviopsis extensa
Vilviopsis extensa là một loài côn trùng trong họ Paleuthygrammatidae thuộc bộ Caloneurodea. Loài này được Martynov miêu tả năm 1938.